# O Rapto de Ganímedes (Rubens)

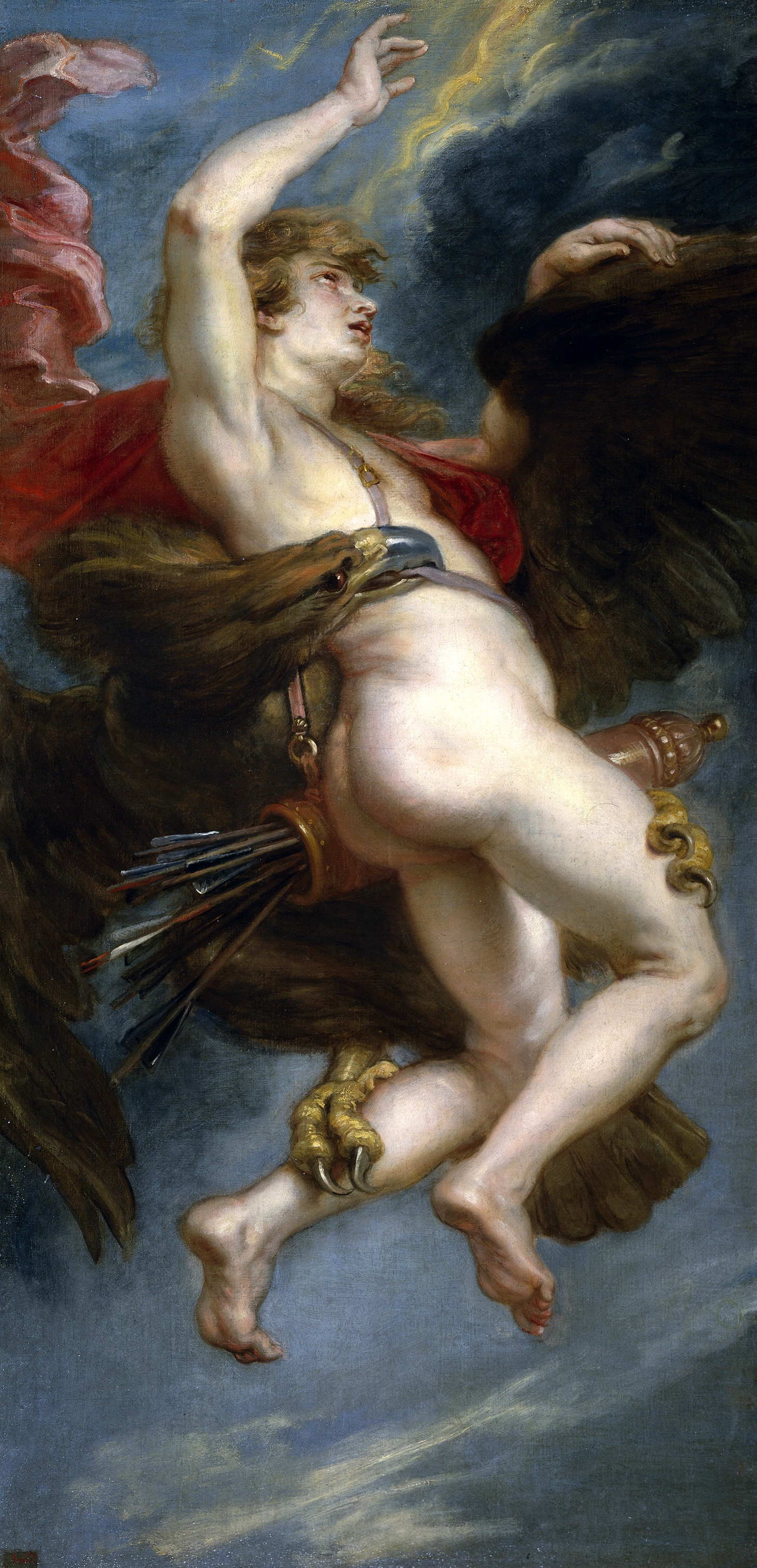
O rapto de Ganímedes, de Rubens

O Rapto de Ganímedes é uma pintura a óleo de Peter Paul Rubens, executada entre 1636 e 1638, que se encontra atualmente no Museu do Prado em Madrid.
O quadro ilustra o mito relatado nas Metamorfoses, de Ovídio, sobre o rapto do belo jovem Ganímedes por quem Júpiter se enamora. O deus dos deuses transforma-se em águia e arrebata do solo o jovem para com ele fazer amor e o levar para junto de si no Olimpo.